# Mioče (Bijelo Polje)
Pour les articles homonymes, voir Mioče.
Mioče (en serbe cyrillique: Миоче) est un village du nord-est du Monténégro, dans la municipalité de Bijelo Polje.

## Démographie

### Évolution historique de la population[1]
| 1948 | 1953 | 1961 | 1971 | 1981 | 1991 | 2003 |
| ---- | ---- | ---- | ---- | ---- | ---- | ---- |
| 434  | 465  | 558  | 652  | 611  | 433  | 274  |